# Signe Markvardsen
Signe Markvardsen er en kvindelig dansk fodboldspiller, født i Roskilde 6 april 2003. I ungdomsrækkerne spillede hun for Brøndby IF, og rykkede i 2021 til de danske mestre HB Køge. 2021 var også året hvor Markvardsen blev udtaget til Danmarks U/19-kvindefodboldlandshold. 
Hun var at finde på startopstillingen ved HB køges debut i UEFA Women's Champions League d. 5 oktober mod TSG 1899 Hoffenheim.
Hendes mor er Susanne Jensen som er en tidligere fodboldspiller. Hun tørnede ud for bl.a. for Roskilde boldklub i den højeste kvindelige fodboldrække i Danmark i løbet af 80'erne.